# Victor Larsen
Otto Victor Larsen (25. februar 1890 i Nørre Alslev – 24. april 1952 på Steffensminde i Brarup) var en dansk politiker (Konservative Folkeparti) og minister.
Proprietær.
Minister for offentlige arbejder i Regeringen Erik Eriksen fra 30. oktober 1950 til 24. april 1952.